# 신용국
신용국(1996년 11월 23일 ~)은 대한민국의 모델이자 가수로 현재 YG케이플러스 소속이며 대한민국 보이그룹 에이투식스의 막내를 맡고있다. 대한민국 대구광역시에서 태어났다.
16 S/S 헤라서울패션위크 비욘드클로젯으로 데뷔했다.

## 경력
- 16 S/S 서울패션위크 디그낙
- 16 F/W 서울패션위크 가루소, 노앙, 오디너리피플, 디그낙, 87mm, 돈한매거진 아레나, GQ, 에스콰이어, GO OUT, CECI, MAPS, 데이즈드
- LAKA 립스틱 광고 모델